# Oku Yasukata

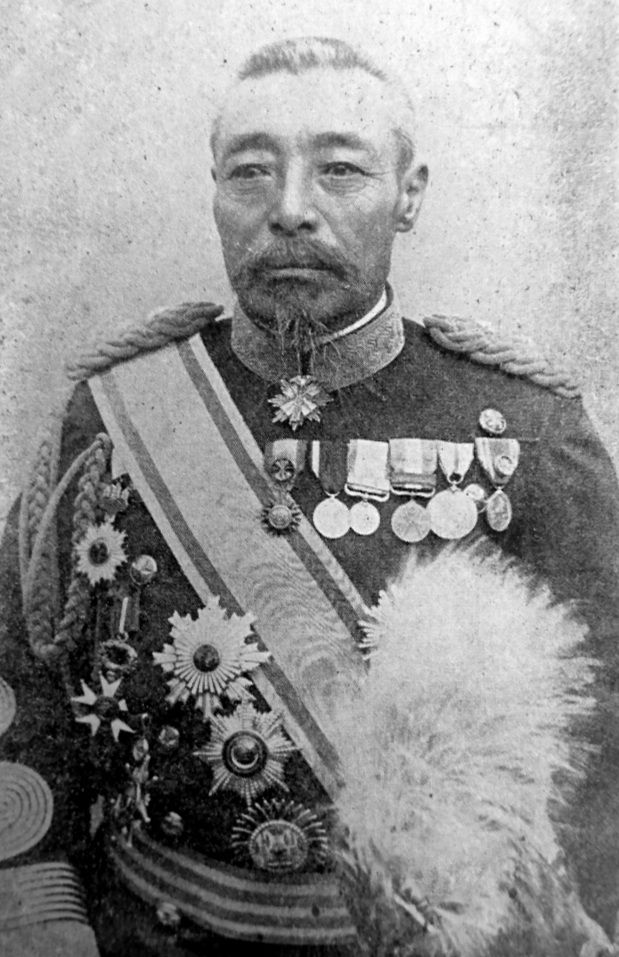
Oku Yasukata

O conde Oku Yasukata (奥 保鞏, 5 de janeiro de 1847 – 19 de julho de 1930) foi um marechal de campo do Exército imperial japonês e um dos personagens principais do exército nacional do Japão no final do século XIX e princípio do século XX.

## Biografia

### Início da carreira
Nascido em Kokura (hoje Kitakyushu) em uma família samurai. Oku se alistou nas forças militares do domínio Chōshū durante a Guerra Boshin para derrubar o Xogunato Tokugawa e abrir espaço para a Restauração Meiji.

### Carreira militar
Com o sua nomeação como comandante, no novo Exército imperial japonês, Oku lutou contra os insurgentes durante a Rebelião de Saga em 1871. Mais tarde, foi um dos participantes da Expedição ao Taiwan de 1874. Durante a Rebelião Satsuma, defendeu o castelo de Kumamoto, durante um cerco, como comandante do  13º Regimento de Infantaria.
Durante a Primeira Guerra Sino-Japonesa, Oku tomou o comando (deixado pelo general Nozu Michitsura) da 5.ª divisão do 1º Exército Japonês. Posteriormente, foi comandante da Guarda Imperial do Japão e Governador-geral para a defesa de Tóquio. Foi elevado ao título de barão em 1895, e foi promovido a General do Exército em 1903.
Durante a guerra russo-japonesa, Oku foi comandante general do 2º Exército Japonês e foi notável o papel que desempenhou nas batalhas de Nanshan, Shaho, Mukden e em outras campanhas.
Em 1906, Oku recebeu a Ordem de Milão de Ouro de  1.ª classe, e foi elevado de barão a conde em 1907. Em 1911, recebeu o título honorário de marechal de campo.
Oku não gostava de assistir conferências sobre e estratégia e tática, e por isso ganhou a reputação de ser, ao mesmo tempo, um lobo solitário e um brilhante estrategista capaz de realizar ações independentes. Entretanto, de fato, Oku não assistia as conferências de estratégias devido a sua parcial surdez e sua inabilidade em compreender e contribuir nas discussões.

### Últimos dias
Oku não estava interessado em política, e viveu em retiro depois da guerra. Sua morte, em 1930, surpreendeu muita gente que pensava que ele já estava morto há anos.